# World Tariff Profiles
World Tariff Profiles ist eine jährlich erscheinende Publikation.

## Veröffentlichungsweise
Die Publikation wird seit 2006 jährlich von der Welthandelsorganisation, dem Internationalen Handelszentrum und der Konferenz der Vereinten Nationen für Handel und Entwicklung herausgegeben. Sie erscheint in den Sprachen Englisch, Spanisch und Französisch. Auf Französisch firmiert die Publikation unter Profils Tarifaires dans le Monde, auf Spanisch unter Perfiles Arancelarios en el Mundo.

## Inhalt
Die Publikation enthält die Zollprofile der WTO-Mitglieder und einiger anderer Territorien anhand unterschiedlicher Parameter, bspw. von ad valorem Angaben und aufgeteilt nach unterschiedlichen Produkten. Auch enthält die Publikation Informationen über den Zugang zu Märkten und über die Quellen für die Daten. Die Aufteilung der einzelnen Teile änderte sich im Laufe der Jahre, so enthielt die Ausgabe 2007 drei Teile, während die Edition 2023 in fünf Teile aufgeteilt ist und auch Maßnahmen auflistet, die keine Zölle darstellen.